# Maximilian Schmidt
Pour les articles homonymes, voir Schmidt.
Maximilian Schmidt, surnommé « Waldschmidt » (Eschlkam, 25 février 1832  – Munich, 8 décembre 1919), est un romancier, poète et humoriste allemand.

## Biographie
Il a fait une bonne carrière dans l'armée bavaroise de 1850 à 1872, après quoi il a pris sa retraite et s'est installé à Munich pour se consacrer uniquement à la littérature. Les meilleurs de ses nombreux récits et romans traitent de manière vivante et réaliste des habitants et des paysages des Alpes bavaroises : on peut mentionner  Volkserzählungen aus dem Bayrischen Wald (Contes populaires de la forêt bavaroise, 1863-1869) ; Der Schutzgeist von Oberammergau (1880) ; 's Austragsstüberl ; Der Georgithaler (1882) ; Die Fischerrosl von St. Heinrich (1884) ; Der Musikant von Tegernsee (Le Musicien de Tegernsee, 1886) ; 's Lisel von Ammersee (1887) ; Die Künischen Freibauern (1895). Leur qualité littéraire a progressivement baissé, à mesure que Schmidt devenait de plus en plus prolifique. Ses Humoresken (1892) ont remporté un succès durable, ainsi que son recueil de poèmes en dialecte bavarois, Altboarisch (1884), et plusieurs pièces de théâtre adaptées de ses romans. Il a aussi publié son autobiographie Meine Wanderung durch 70 Jahre (Mon voyage pendant 70 ans, 1901-1902). Ses œuvres complètes ont été publiées dans une édition populaire en 34 volumes (Reutlingen, 1893-98).